# Фатих Султан Мехмед (мост)
Мостът Фатих Султан Мехмед („Мостът на султан Мехмед Завоевателя“), известен още като Вторият мост на Босфора (на турски: Fatih Sultan Mehmet Köprüsü, F.S.M. Köprüsü или 2. Köprü), е мост в Истанбул, Турция, който пресича протока Босфор (на турски: Boğaziçi). Когато е завършен през 1988 г., той е 5-ият най-дълъг висящ мост в света.
Мостът е кръстен на османския султан Мехмед II Завоевателя от 15-ти век, който завладява византийската столица Константинопол (днешен Истанбул) през 1453 г. През моста преминават европейския път E80, азиатската магистрала 1, азиатската магистрала 5 и магистралите Otoyol 2. Има три други моста, които свързват Европа и Азия, разположени в Турция, които са: Мостът Явуз Султан Селим, Мостът на мъчениците от 15 юли (известен преди като Босфорския мост) и Мостът Чанаккале 1915 г.

## Разположение
Мостът се намира между кварталите „Хисарюстю“ (европейската страна) и „Каваджък“ (азиатската страна). Това е гравитационно закотвен висящ мост със стоманени пилони и вертикални окачвачи. Аеродинамичната палуба виси на двойни вертикални стоманени кабели. Дължината му е 1510 м, а ширината на палубата е 39 м. Разстоянието между кулите (основен участък) е 1090 m, а височината им над нивото на пътя е 105 m. Височината на моста от морското равнище е 64 m.

## Строителство
Мостът е проектиран от Freeman Fox & Partners и BOTEK Bosphorus Technical Consulting Corp., които преди това са проектирали Босфорския мост. Международен консорциум от три японски компании (включително IHI Corporation и Mitsubishi Heavy Industries), една италианска (Impregilo) и една турска компания (STFA) извършва строителните работи. Мостът е завършен на 3 юли 1988 г. и е открит от министър-председателя Тургут Йозал, който кара служебната си кола, като става първият, който преминава моста. Цената на моста възлиза на 130 милиона щатски долара.

## Транспорт
Мостът е част от Трансевропейската магистрала между Одрин и Анкара. Мостът на магистралата е с четири ленти за движение на МПС плюс една аварийна лента във всяка посока. Сутрин през делничните дни трафикът се движи предимно на запад към европейската част, така че пет от осемте ленти се движат на запад и само три на изток. Обратно, през делничните дни вечер пет ленти са предназначени за трафик в източна посока и три ленти за трафик в западна посока. Пешеходците нямат право да използват моста. В момента около 150 000 превозни средства преминават дневно в двете посоки; почти 70% са автомобили.

## Събиране на пътни такси
Фатих Султан Мехмед е платен мост, но плащането се изисква само от превозни средства, пътуващи до Азия (както при Първия мост на Босфора, не се изисква плащане при преминаване от Азия към Европа.) От април 2008 г. плащанията в брой вече не се приемат, като са заменени от система за дистанционно плащане. В допълнение към OGS се използва системата за безконтактни интелигентни стикери HGS.
OGS устройство или HGS стикер могат да бъдат получени на различни станции преди тол площадката на магистрали и мостове.
От края на 2019 г. таксата е 10,50 TRY (в момента около 1,40 USD).
Таксите за преминаване през мостовете в Истанбул се увеличават на всеки 20 месеца с десетки процента, за да се справят с високата инфлация.